# 알그어족
알그어족(영어: Algic languages)은 약 45개의 북아메리카 원주민 언어가 이루는 어족이다. 알그어족 언어 대부분은 알곤킨어파라는 하위 분류에 속한다. 알곤킨어파는 로키산맥에서 애틀랜틱 캐나다에 이르는 넓은 지역에 분포한다. 그 밖의 알그어족 언어로는 이미 사멸한 캘리포니아 북서부의 위요트어와 유로크어가 있다. 두 언어는 지리적으로 가깝지만 계통적으로는 거리가 멀다. 알그어족의 모든 언어는 알그조어라는 조상 언어의 후손이다. 알그조어는 약 7,000년 전에 사용되었다고 추측되며, 알곤킨조어, 위요트어, 유로크어로부터 비교 재구되었다.
알곤킨·위요트·유로크어족 또는 알곤킨·리트완어족이라고도 부른다.

## 역사
알그(영어: Algic)라는 용어는 헨리 스쿨크래프트의 1839년 저서인 《Algic Researches》에서 처음 쓰였다. 그는 이 이름이 “앨리게이니(Allegheny)와 대서양(Atlantic)에서 따온 것으로서, 고대부터 그 지역에 살았던 원주민 민족들을 가리키는” 것이라고 설명하였다. 스쿨크래프트의 용어는 계속 사용되지 않았다. 이후 스쿨크래프트가 ‘알그’라고 지칭했던 민족들은 알곤킨어파 언어를 사용한다고 밝혀졌다.
에드워드 사피어는 기존에 계통관계가 잘 확립되어 있던 알곤킨어족이 캘리포니아 북부의 위요트어 및 유로크어와도 같은 계통이라고 주장하면서, 이 집단에 알그어족이라는 이름을 붙였다. 알그어족의 원향은 미국 북서부, 알곤킨어파의 원향(일부 주장에 따르면 슈피리어호 서쪽)과 유로크어·위요트어의 알려진 가장 오래된 위치(일부 주장에 따르면 콜럼비아강 중류) 사이 어딘가로 추측된다.

## 분류
위요트어와 유로크어가 알곤킨어파와 같은 계통이라고 처음 주장한 것은 에드워드 사피어 (1913, 1915, 1923)이다. 알곤킨학자 트루먼 마이컬슨 (1914, 1935)은 여기에 반대하였다. 언어학자 라일 캠벨 (1997)에 따르면 알그어족 언어들 간의 관계는 “그 이후 모든 이가 만족할 수 있을 만큼 충분히 입증되었다”. 북미 원주민 언어의 분류를 둘러싼 이 논쟁은 “리트완 논쟁”(Ritwan controversy)이라 불렸는데, 그 당시 위요트어와 유로크어가 “리트완”이라는 이름의 집단으로 묶였기 때문이다. 오늘날 대부분의 전문가는 리트완이 단계통군임을 부정한다. Berman (1982)은 위요트어와 유로크어가 다른 알그어족 언어에 없는 음운 변화를 공유한다고 주장하였다. (이는 동일 계통이기 때문일 수도 있지만 지역적 효과 때문일 수도 있다.) 그러나 Proulx (2004)은 그 주장을 반박하였다.

## 참고 문헌
AA = American Anthropologist;
IJAL = International Journal of American Linguistics
- Berman, Howard (1982). “Two Phonological Innovations in Ritwan”. 《International Journal of American Linguistics》 48 (4): 412–420. doi:10.1086/465750. ISSN 0020-7071.
- Campbell, Lyle (2000년 9월 21일) [1997]. 《American Indian Languages: The Historical Linguistics of Native America》 (영어). New York: Oxford University Press. ISBN 978-0-19-509427-5.
- Goddard, Ives (1994).  Cowan, William, 편집. “The West-to-East cline in Algonquian dialectology”. 《Actes du Vingt-cinquième Congrès des Algonquinistes》 25. hdl:10088/21761. 2018년 12월 1일에 확인함.
- Goddard, Ives (1996). 〈Languages〉.   Sturtevant, W. C. 《Handbook of North American Indians》 17. Washington, D. C.: Smithsonian Institution. ISBN 978-0-16-048774-3.
- Haas, Mary R. (1958). “Algonkian-Ritwan: The End of a Controversy”. 《International Journal of American Linguistics》 24 (3): 159–173. doi:10.1086/464453. ISSN 0020-7071.
- Haas, Mary R. (1966). “Wiyot-Yurok-Algonkian and Problems of Comparative Algonkian”. 《International Journal of American Linguistics》 32 (2): 101–107. doi:10.1086/464889. ISSN 0020-7071.
- Michelson, Truman (1914). “Two Alleged Algonquian Languages of California”. 《AA》 16 (2): 361–367. doi:10.1525/aa.1914.16.2.02a00150. ISSN 0002-7294.
- Michelson, Truman. 1915. Rejoinder. AA, n.s. 17:194–198.
- Michelson, Truman (1935). “Phonetic Shifts in Algonquian Languages”. 《International Journal of American Linguistics》 8 (3/4): 131–171. doi:10.1086/463813. ISSN 0020-7071.
- Mithun, Marianne (1999). 《The languages of Native North America》. Cambridge: Cambridge University Press. ISBN 978-0-521-23228-9. (hbk); ISBN 0-521-29875-X.
- Moratto, Michael J. (1984). 《California archaeology》. Academic Press.
- Nikolaev, Sergei L. (2015). “Toward the reconstruction of Proto-Algonquian-Wakashan. Part 1: Proof of the Algonquian-Wakashan relationship”. 《Journal of Language Relationship • Вопросы языкового родства》 (영어) 13 (1): 23–61. 2018년 12월 1일에 확인함.
- Nikolaev, Sergei L. (2016). “Toward the reconstruction of Proto-Algonquian-Wakashan. Part 2: Algonquian-Wakashan sound correspondences.”. 《Journal of Language Relationship • Вопросы языкового родства》 (영어) 13 (4): 289–328. 2018년 12월 1일에 확인함.
- Proulx, Paul (1982). “Yurok Retroflection and Vowel Symbolism in Proto-Algic”. 《Kansas Working Papers in Linguistics》 7: 119–123. doi:10.17161/KWPL.1808.3621. hdl:1808/3621. ISSN 1043-3805.
- Proulx, Paul (1984). “Proto-Algic I: Phonological Sketch”. 《International Journal of American Linguistics》 50 (2): 165–207. doi:10.1086/465826. ISSN 0020-7071.
- Proulx, Paul (1985). “Proto-Algic II: Verbs”. 《International Journal of American Linguistics》 51 (1): 59–93. doi:10.1086/465860. ISSN 0020-7071.
- Proulx, Paul (1991). “Proto-algic III: Pronouns”. 《Kansas Working Papers in Linguistics》 16: 129–170. doi:10.17161/KWPL.1808.429. hdl:1808/429. ISSN 1043-3805. 2010년 6월 26일에 원본 문서에서 보존된 문서. 2019년 8월 1일에 확인함.
- Proulx, Paul (1992). “Proto-ALGIC IV: Nouns”. 《Kansas Working Papers in Linguistics》 17: 11–57. doi:10.17161/KWPL.1808.644. hdl:1808/644. ISSN 1043-3805. 2010년 6월 25일에 원본 문서에서 보존된 문서. 2019년 8월 1일에 확인함.
- Proulx, Paul (1994). “Proto-algic V: Doublets and their Implications”. 《Kansas Working Papers in Linguistics》 19 (2): 115–182. doi:10.17161/KWPL.1808.321. hdl:1808/321. ISSN 1043-3805. 2010년 6월 25일에 원본 문서에서 보존된 문서. 2019년 8월 1일에 확인함.
- Proulx, Paul (2004). “Proto Algic VI: Conditioned Yurok Reflexes of Proto Algic Vowels”. 《Kansas Working Papers in Linguistics》 27: 124–138. doi:10.17161/KWPL.1808.1247. hdl:1808/1247. ISSN 1043-3805. 2010년 6월 25일에 원본 문서에서 보존된 문서. 2019년 8월 1일에 확인함.
- Sturtevant, William C., 편집. (1978–present). 《Handbook of North American Indians》 1–20. Washington, D. C.: Smithsonian Institution.
- Sapir, Edward (1913). “Wiyot and Yurok, Algonkin languages of California”. 《AA》 15 (4): 617–646. doi:10.1525/aa.1913.15.4.02a00040. ISSN 0002-7294.
- Sapir, E. (1922). “Algonkin languages of California: A reply”. 《AA》 17 (1): 188–198. doi:10.1525/aa.1915.17.1.02a00270. ISSN 0002-7294.
- Sapir, Edward (1922). “The Algonkin affinity of Yurok and Wiyot kinship terms”. 《Journal de la Société des Américanistes》 14 (1): 36–74. doi:10.3406/jsa.1922.3991. ISSN 0037-9174.
- Schoolcraft, Henry Rowe (1839). 《Algic researches, comprising inquiries respecting the mental characteristics of the North American Indians. First series. Indian tales and legends》 1. New York: Harper & Brothers. OCLC 6836253. OL 17492450M.